# Konstal

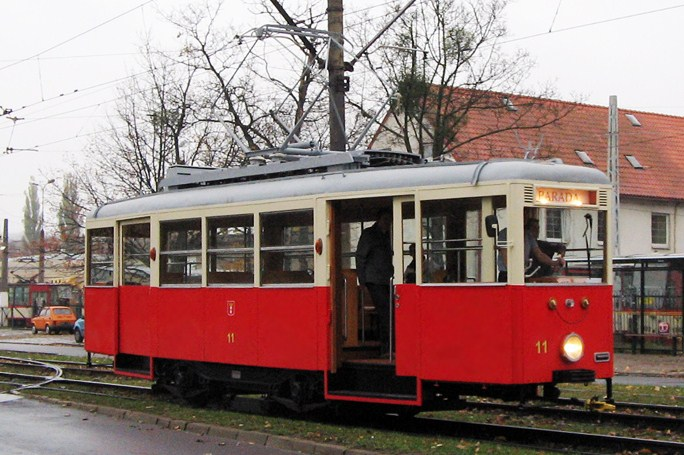
Konstal N in Danzig

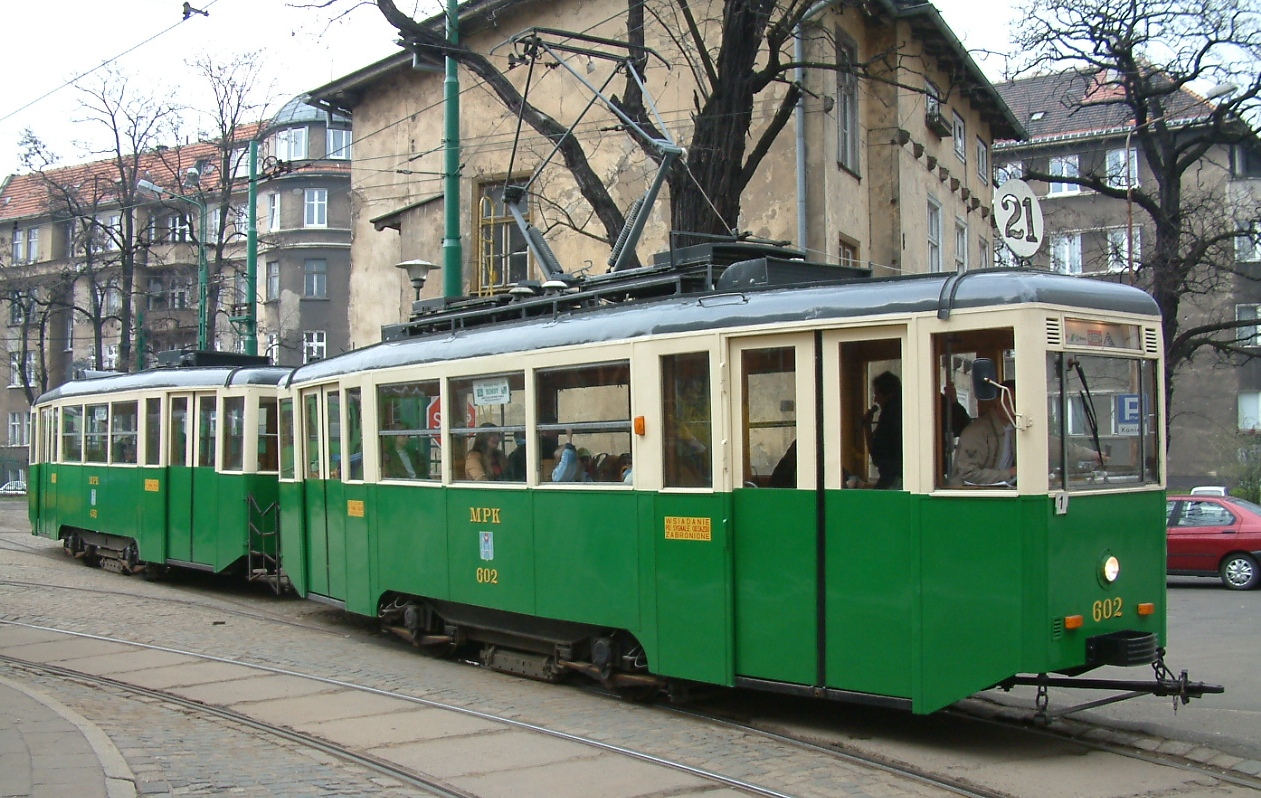
Konstal 4N in Posen

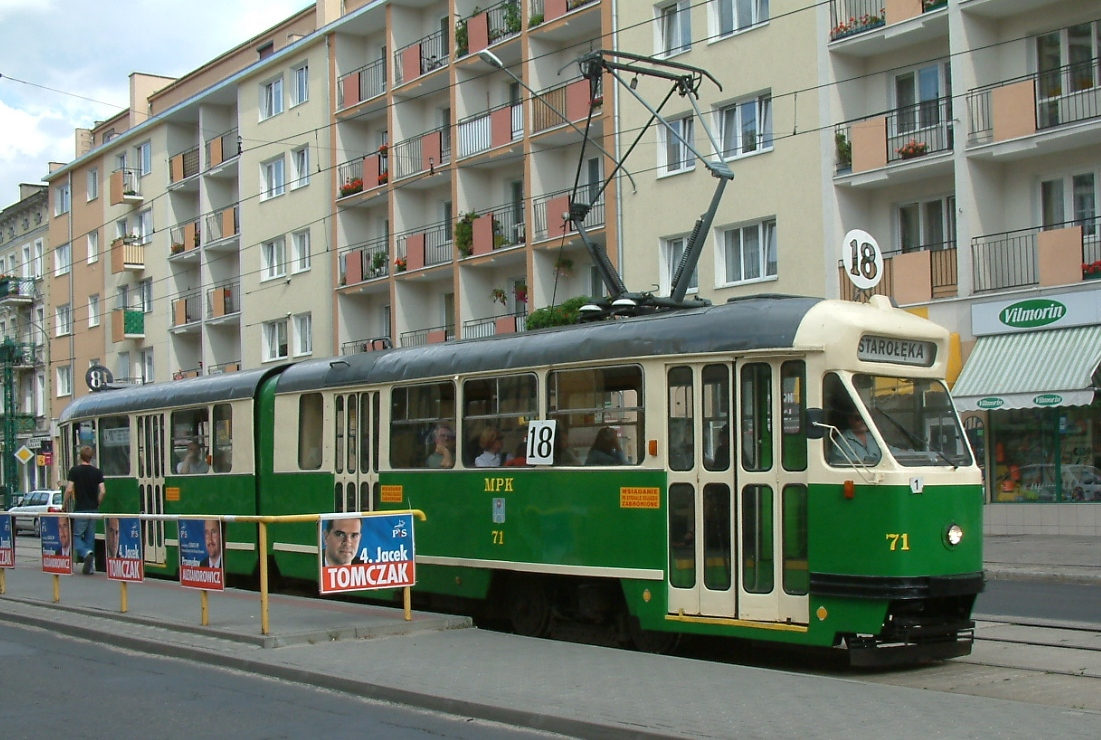
Konstal 102Na in Posen

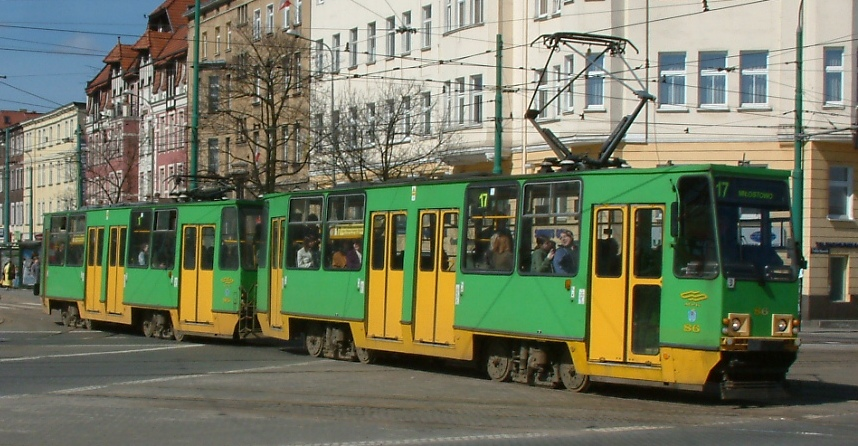
Konstal 105Na in Posen

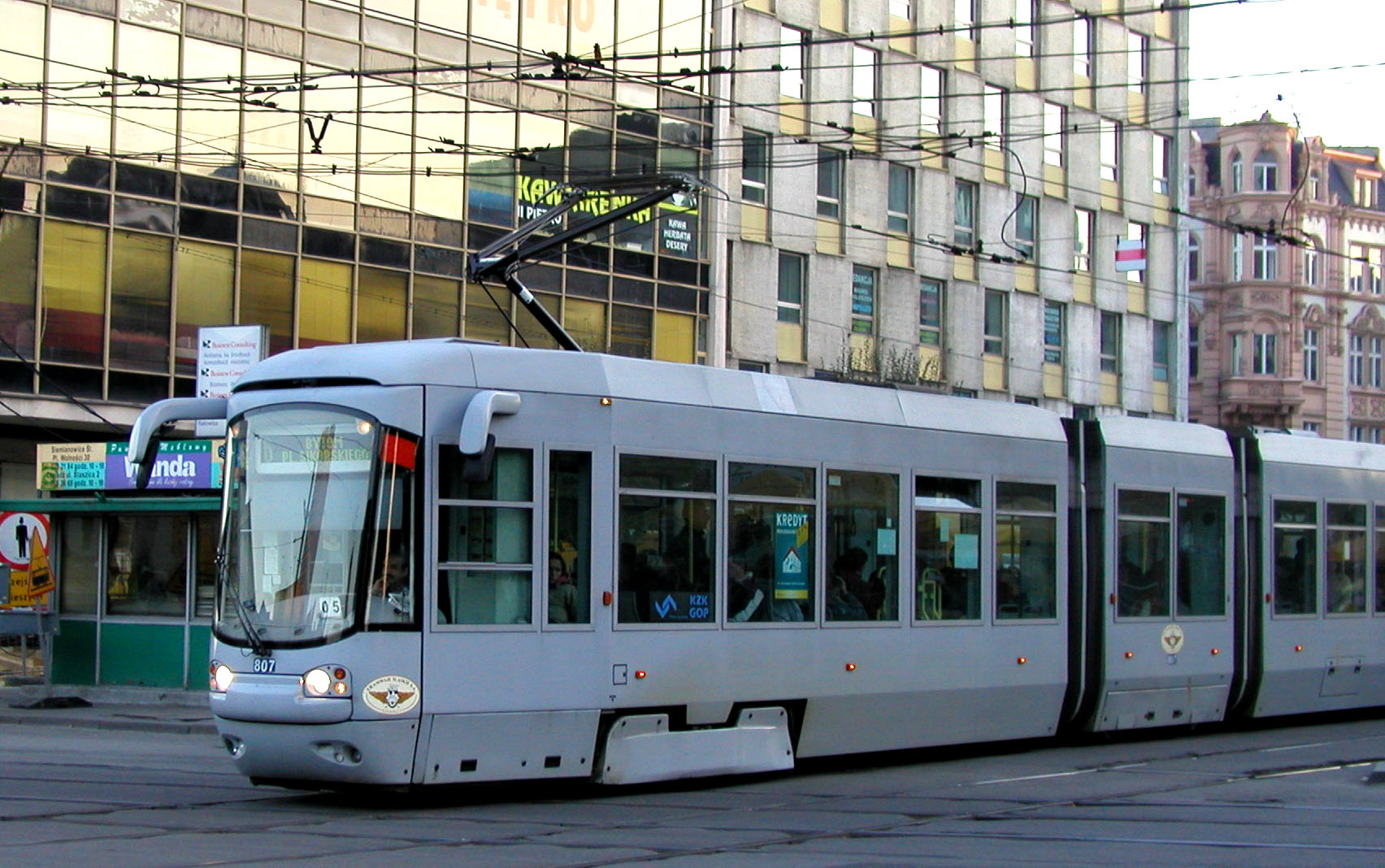
Niederflur-Straßenbahnwagen ALSTOM-Konstal 116Nd in Katowice

Alstom Konstal (bis 1997 Konstal) ist ein polnischer Hersteller von Straßenbahnwagen und anderen Schienenfahrzeugen.

## 19. Jahrhundert
Das Werk im damaligen preußischen Königshütte (Oberschlesien) ging aus der  Wagenbauanstalt des 1797 gegründeten ursprünglich staatlichen Hüttenwerks Königshütte hervor. Seit 1864 wurden dort zudem Bauteile für die Eisenbahn produziert.
1871 wurden die Firmen der Königshütte und der benachbarten 1838 gegründeten Laurahütte zur Vereinigten Königs- und Laurahütte AG zusammengeschlossen. Seit Ende des 19. Jahrhunderts baute die Wagenbauanstalt auch Eisenbahngüterwagen.

## 20. Jahrhundert
Nach der Abtretung von Teilen Oberschlesiens vom Deutschen Reich an Polen 1922 wurde das Waggonwerk wie alle nun in Polen gelegenen Teile ab 1925/26 unter dem Namen Górnośląskie Zjednoczone Huty Królewska i Laura S.A. als Aktiengesellschaft nach polnischem Recht weitergeführt.
Nach Ende des Ersten Weltkriegs war das Waggonwerk in die Herstellung von Straßenbahnwagen aber auch den Brückenbau eingestiegen, aber immer noch organisatorisch mit dem nun Huta Piłsudski genannten Hüttenwerk verbunden.
Erst 1927 wurde die Waggonbausparte unter dem Namen Chorzowska Wytwórnia Konstrukcji Stalowych (Chorzower Fabrik für Stahlkonstruktionen) abgespalten. Aus den Anfangssilben der letzten beiden Wörter entstand das Kürzel Konstal.
Nach der Zerschlagung Polens und Wiederangliederung Ostoberschlesiens in das Deutsche Reich im Zweiten Weltkrieg lief die Firma unter dem Namen OSMAG (Oberschlesische Maschinen- und Waggonfabrik A.G.).
Nach dem Zweiten Weltkrieg wieder in Polen, bekam das Werk 1947 wieder den Namen Konstal.
Von 1948 bis 1962 baute man hier über 3000 Straßenbahnwagen der Typen Konstal N bis Konstal 5N, entwickelt aus dem deutschen Kriegsstraßenbahnwagen.
Nachdem die Warschauer Straßenbahn 1955 zwei Triebwagen des tschechischen Typs Tatra T1 erhalten hatte, wurde in Chorzów der Nachbau dieses Typs mit nur geringfügigen Änderungen vorgesehen. Zwischen 1959 und 1969 wurden 845 Triebwagen gebaut, fast ausschließlich für Warschau.
Aus dem 13N wurde eine sechsachsige Ausführung als Typ 15N mit Jakobs-Drehgestell bei unveränderter Motorisierung entwickelt. Ein Prototyp wurde 1967 gebaut, die Serienfertigung mit veränderten Wagenkasten mit eckigen Fronten erfolgte 1969 als Typ 102N (Meterspur 802N) mit insgesamt 47 Stück. Von 1970 bis 1974 wurde eine veränderte Ausführung mit der Frontgestaltung des 13 N als Typ 102Na gebaut. Einschließlich der Untertypen 102Nd, 102NaW und 803N (die beiden letztgenannten für Meterspur) entstanden insgesamt 676 Triebwagen.
1973 wurde mit dem Konstal 105N ein völlig neuer Straßenbahntyp konstruiert, wobei man zur vierachsigen Bauweise zurückkehrte. Von 1973 bis 1979 wurden 984 Triebwagen gebaut, davon vier in meterspuriger Ausführung als Typ 105NW. Ab 1979 wurde äußerlich fast unverändert der verbesserte Typ Konstal 105Na gebaut, auch in meterspuriger Ausführung als Typ 805Na. Bis 1992 wurden insgesamt 2141 Triebwagen gebaut. Nachfolgend entstanden modifizierte Varianten (teilweise auch als Umbauten), die je nach Straßenbahnbetrieb unterschiedliche Merkmale aufweisen.

## Gegenwart
Beim Übergang von Plan- auf Marktwirtschaft durchlebte das Werk eine kritische Phase.
Als moderneres Produkt baute man 1997 zunächst zwei dreigliedrige Gelenkwagen mit niederflurigem Mittelteil (Konstal 114Na).
1997 wurde Konstal von ALSTOM übernommen. Seither heißt die Firma ALSTOM Konstal. Durch drastische Rationalisierung wurde die Zahl der Beschäftigten von 8500 auf 2000 gesenkt. Jetzt werden hier moderne Niederflurbahnen gebaut (Konstal NGd99, Konstal 116Nd, Konstal 105N2k/2000).